# Showdown!
Showdown! is een album van de Amerikaanse bluesgitaristen Albert Collins, Robert Cray en Johnny Copeland. Bruce Iglauer en Dick Shurman verzorgden de muzikale productie, met Justin Niebank als geluidstechnicus van dienst. Het album werd uitgegeven op het door Iglauer opgerichte platenlabel Alligator Records. Cray speelde eerder in de band van Collins. Het drietal werd bijgestaan door de sessiemusici Johnny B. Gayden, Casey Jones en Allen Batts.
Het album werd door zowel het publiek als recensenten gunstig ontvangen. Er werden meer dan honderdduizend exemplaren van verkocht. Het bereikte de 124ste plaats in de Amerikaanse hitlijst en de 45ste plaats in Nieuw-Zeeland. In 1987 werd het bekroond met een Grammy Award voor het beste bluesalbum van het jaar. SPIN-journalist Jonathan W. Poses noemde Showdown! een meesterwerk: "There isn't a wasted moment or bad note to be had anywhere." Na zijn Europese succes met False Accusations (1985) brak Cray met dit album ook in de Verenigde Staten en Canada door.

## Tracklist
| Nr. | Titel                     | Schrijver(s)  | Duur |
| --- | ------------------------- | ------------- | ---- |
| 1.  | T-Bone Shuffle            | T-Bone Walker | 4:54 |
| 2.  | The Moon Is Full          | Gwen Collins  | 4:59 |
| 3.  | Lion's Den                | Copeland      | 3:55 |
| 4.  | She's Into Something      | Carl Wright   | 3:49 |
| 5.  | Bring Your Fine Self Home | ?             | 4:30 |

| Nr. | Titel          | Schrijver(s)           | Duur |
| --- | -------------- | ---------------------- | ---- |
| 1.  | Black Cat Bone | Semien, Harding Wilson | 4:54 |
| 2.  | The Dream      | ?                      | 5:28 |
| 3.  | Albert's Alley | Collins                | 4:01 |
| 4.  | Blackjack      | Ray Charles            | 6:26 |

## Musici
- Albert Collins - gitaar, mondharmonica, zang
- Johnny Copeland - gitaar, zang
- Robert Cray - gitaar, zang

- Johnny Gayden - basgitaar
- Casey Jones - drums
- Allen Batts - orgel